# Cribellopora trichotoma
Cribellopora trichotoma is een mosdiertjessoort uit de familie van de Lacernidae. De wetenschappelijke naam van de soort is voor het eerst geldig gepubliceerd in 1918 door Waters.